# Клер Дени
Клер Дени (на френски: Claire Denis) е френска филмова режисьорка, сценаристка и професор по филмово изкуство в Швейцария.
Прекарва детството си в Африка и това е една от причините много от филмите и да засягат проблемите на Африка – най-вече колониализма и последиците от него. Дени живее в Буркина Фасо, Сенегал, Сомалия и Камерун. На 14 години се завръща в Париж, като по това време едва познава Франция.
Филмите и се отличават с отлично музикално и звуково оформление, поставяне на силен акцент върху лицата и израженията на актьорите, философски теми (L'Intrus) и често са определяни като арт филми.
Филмите и свързани с Африка са Chocolat, Beau travail и White Material.

## Филмография
- Chocolate (1988)
- S'en fout la mort (1990)
- I Can't Sleep (1994)
- US Go Home – телевизионен филм (1994)
- Nénette et Boni (1996)
- Beau travail (1999)
- Всекидневни проблеми (2001)
- Vendredi soir (2002)
- L'intrus / The Intruder (2004)
- 35 rhums (2008)
- Бял материал (2009)
- Копелетата / Les Salauds (2013)[3]
- Слънцето в нас (2017)
- Живот нависоко (2018)
- Двете страни на острието (2022)
- Звездите по обяд (2022)